# Troakar

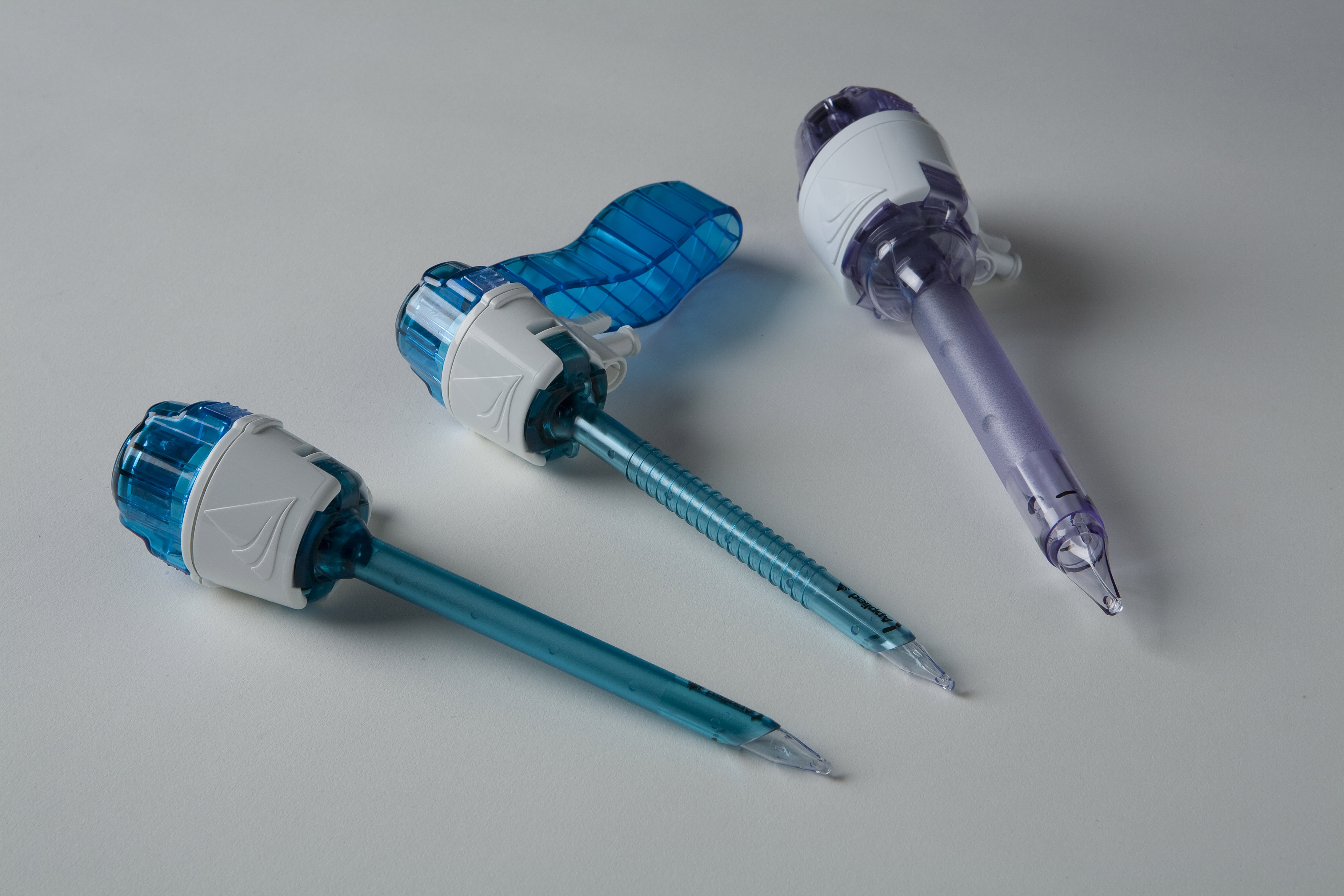

Troakar eller trokar är ett medicinskt instrument med en spets innesluten i ett rör för tappning av vätska, införande av kateter och tillgång till hålighet.